# Israel schafft sich ab
Israel schafft sich ab ist der deutsche Titel eines Buches von Gershom Gorenberg, das 2011 in den USA als The Unmaking of Israel erschienen ist.

## Inhalt
Der Historiker und Journalist Gershom Gorenberg, orthodoxer Jude und Zionist, zieht in seinem Buch eine Bilanz der über 40-jährigen Besetzung des Westjordanlandes.
Gorenberg dokumentiert mit Belegen und Quellen das Vorgehen Israels, das Land gegen internationales Recht durch finanzielle, ideelle und militärische Unterstützung der
jüdischen Siedler faktisch in Besitz zu nehmen, wobei sich Teile der Armee inzwischen dem Diktat fundamentalistischer Rabbiner unterwürfen, für die die „Heiligkeit“ des Landes mehr gelte als die Loyalität gegenüber ihrer eigenen politischen Führung. Gorenberg rechnet penibel die Kosten auf, die dem Staat Israel durch die Besetzung bisher entstanden sind.
Gorenbergs Forderungen:
„Erstens muss Israel den Siedlungsbau einstellen, die Besatzung beenden und einen friedlichen Weg finden, um das Land zwischen dem Fluss (Jordan) und dem Meer (Mittelmeer) aufzuteilen. Zweitens muss es Staat und Synagoge trennen, den Staat vom Klerikalismus und die Religion vom Staat befreien. Drittens und am grundlegendsten muss es von einer ethnischen Bewegung zu einem demokratischen Staat heranreifen, in dem alle Bürger Gleichheit genießen.“

## Ausgaben
- The Unmaking of Israel. New York 2011, ISBN 978-0-06-198508-9.
- Israel schafft sich ab. Aus dem Englischen übersetzt von Andreas Simon dos Santos. Frankfurt a. M., Campus-Verlag 2012, ISBN 978-3-593-39724-5.

Es wird parallel auch eine E-Book-Ausgabe angeboten.